# Distretto di Pho Thale
Il distretto di Pho Thale (in thailandese: โพทะเล) è un distretto (amphoe) della Thailandia, situato nella provincia di Phichit.